# Urupema
Urupema est une ville brésilienne de l'État de Santa Catarina.

## Généralités
La municipalité d'Urupema est l'une des villes les plus froides du Brésil, avec la municipalité voisine de São Joaquim. Son altitude et sa position géographique sur le haut-plateau du sud de Santa Catarina provoquent des températures avoisinant les −10 °C, avec fréquemment de la neige.
Le point le plus haut de la municipalité est le morro das Torres (ou das Antenas) qui culmine à 1 730 m d'altitude. A l'ombre de la montagne, à près de 1 600 m, on trouve une chute d'eau, la Cachoeira que Congela (« cascade qui gèle »), qui porte ce nom pour être prise par les glaces pendant les jours les plus froids, phénomène unique dans le pays.

## Géographie
Urupema se situe à une latitude 27° 57′ 10″ sud et à une longitude de 49° 52′ 23″ ouest, à une altitude de 1 350 mètres.
Sa population était de 2 482 habitants au recensement de 2010. La municipalité s'étend sur 353 km2.
Elle fait partie de la microrégion de Campos de Lages, dans la mésoregion Serrana de Santa Catarina.

## Administration
Depuis son émancipation de la municipalité de São Joaquim en 1989, Urupema a successivement été dirigée par  :
- Aureo Ramos de Souza - 1989 à 1992
- Nelton Rogério de Souza - 1992 à 1996
- Aureo Ramos de Souza - 1997 à 2000
- Renato Pagani de Arruda - 2001 à 2004
- Arlita Pagani - 2005 à 2008
- Amarildo Luiz Gaio - 2009 à 2016
- Evandro Frigo Pereira - 2016 à 2023
- Cristiane Muniz Pagani - 2023 à 2029

## Villes voisines
Urupema est voisine des municipalités (municípios) suivantes :
- São Joaquim
- Painel
- Rio Rufino
- Urubici